# Cheiromeles torquatus
Cheiromeles torquatus es una especie de murciélago de la familia Molossidae.

## Distribución geográfica
Se encuentra en Tailandia, Malasia, Indonesia, Brunéi y Filipinas.

## Taxonomía
Se conocen tres subespecies:
- Cheiromeles torquatus caudatus Temminck, 1841
- Cheiromeles torquatus jacobsoni Thomas, 1923
- Cheiromeles torquatus torquatus Horsfield, 1824